# Grævlingejagt
Grævlingejagt er en dansk dokumentarisk optagelse fra 1918.

## Handling
Ryttere i jagtfelt på galoperende heste.